# Sónnica la cortesana
Sónnica la cortesana es una novela histórica escrita por Vicente Blasco Ibáñez y publicada en 1901. La trama se desarrolla durante los años 219 y 218 a. C., y tiene como fondo el sitio de Sagunto por los cartagineses bajo el mando de Aníbal.

## Argumento
El griego Acteón llega a la ciudad de Sagunto poco antes del sitio de la ciudad por parte de los cartagineses. En la ciudad se enamora y entabla una relación con Sónnica, a la que todos llaman «la cortesana» o «la rica», también de origen griego. Poco más tarde Acteón se verá implicado en la defensa de la ciudad ante el ataque de los cartagineses y deberá ir a Roma a pedir auxilio, antes de la caída final de la ciudad.

## Personajes
- Acteón
- Sónnica
- Aníbal
- Asbité